# مرکز فرهنگی بانکو دو برزیل
مرکز فرهنگی بانکو دو برزیل (انگلیسی: Centro Cultural Banco do Brasil) یا مرکز فرهنگی بانک برزیل (CCBB)، سازمانی فرهنگی وابسته به بانکو دو برزیل است که مراکزی در ریو دو ژانیرو، برازیلیا، سائو پائولو و بلو هوریزونته دارد. این مرکز در ۱۹۸۶ در ریو دو ژانیرو، ۲۰۰۰ در برازیلیا، ۲۰۰۱ در سائو پائولو و ۲۰۱۳ در بلو هوریزونته افتتاح شد که سه مرکز اول در فهرست پربازدیدترین موزه‌های جهان قرار دارند. بازدید سالانه این سه مرکز، در سال ۲۰۱۳، بیش از ۴ میلیون نفر بوده است: ۲٬۰۳۴٬۳۹۷ بازدید در ریو دو ژانیرو، ۱٬۴۶۸٬۸۱۸ بازدید در برازیلیا و ۹۳۱٬۶۳۹ بازدید در سائو پائولو.
ساختمان بزرگ‌ترین موسسه این مرکز در ریو دو ژانیرو، توسط فرانسیسکو یواخیم بتنکورت دا سیلوا طراحی شده است. ساختمان مرکز سائو پائولو، با همان اندازه و طراحی مشابه، اثر هیپولیتو پویول است و کوچک‌ترین مرکز این مجموعه در برازیلیا، توسط آلبا رابلو کونا طراحی شده است. هر دو مرکز سائو پائولو و ریو دو ژانیرو دارای سالن‌های سینما، تئاتر و نگارخانه‌های متعدد هنری هستند.

## نگارخانه

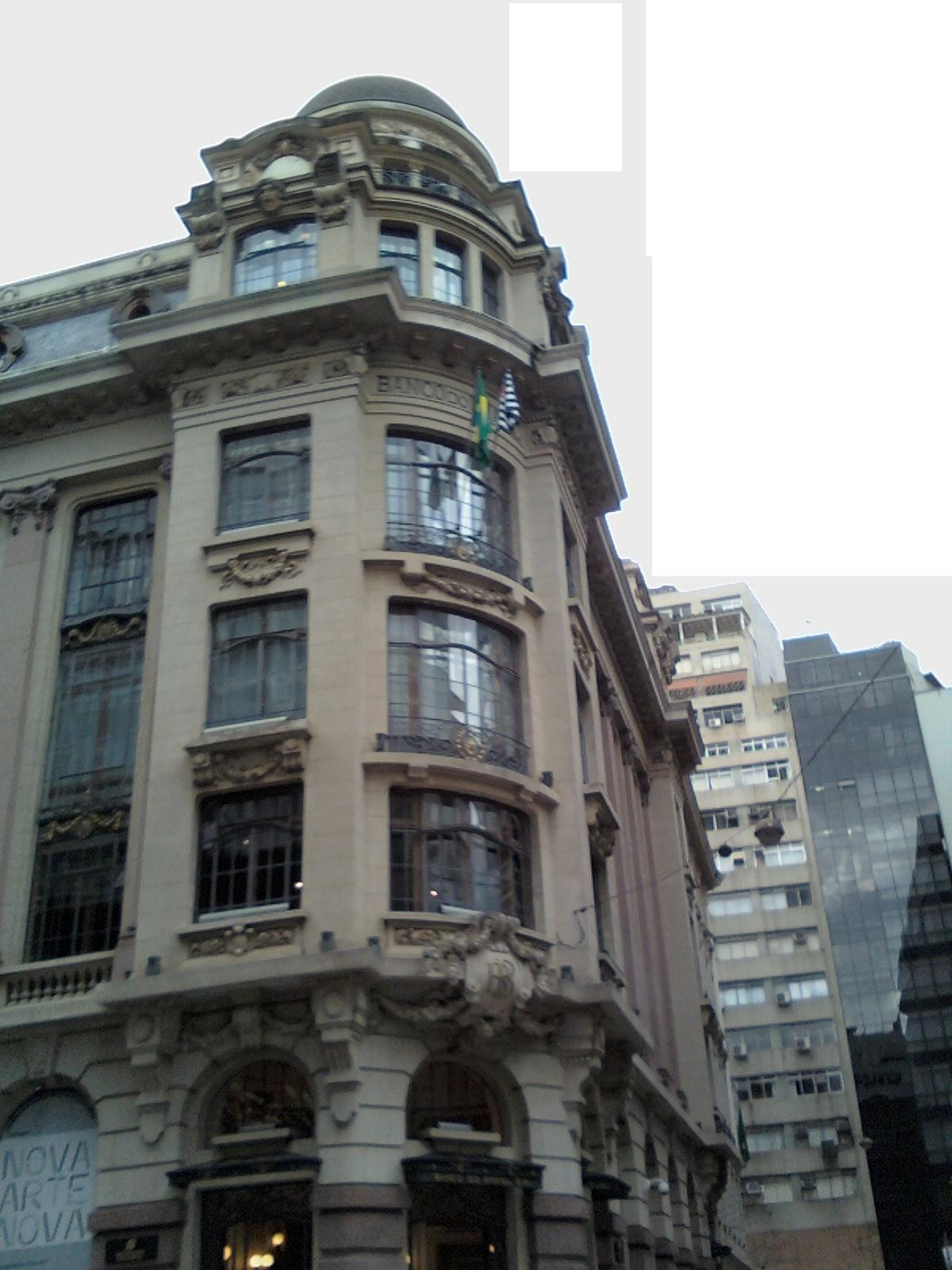
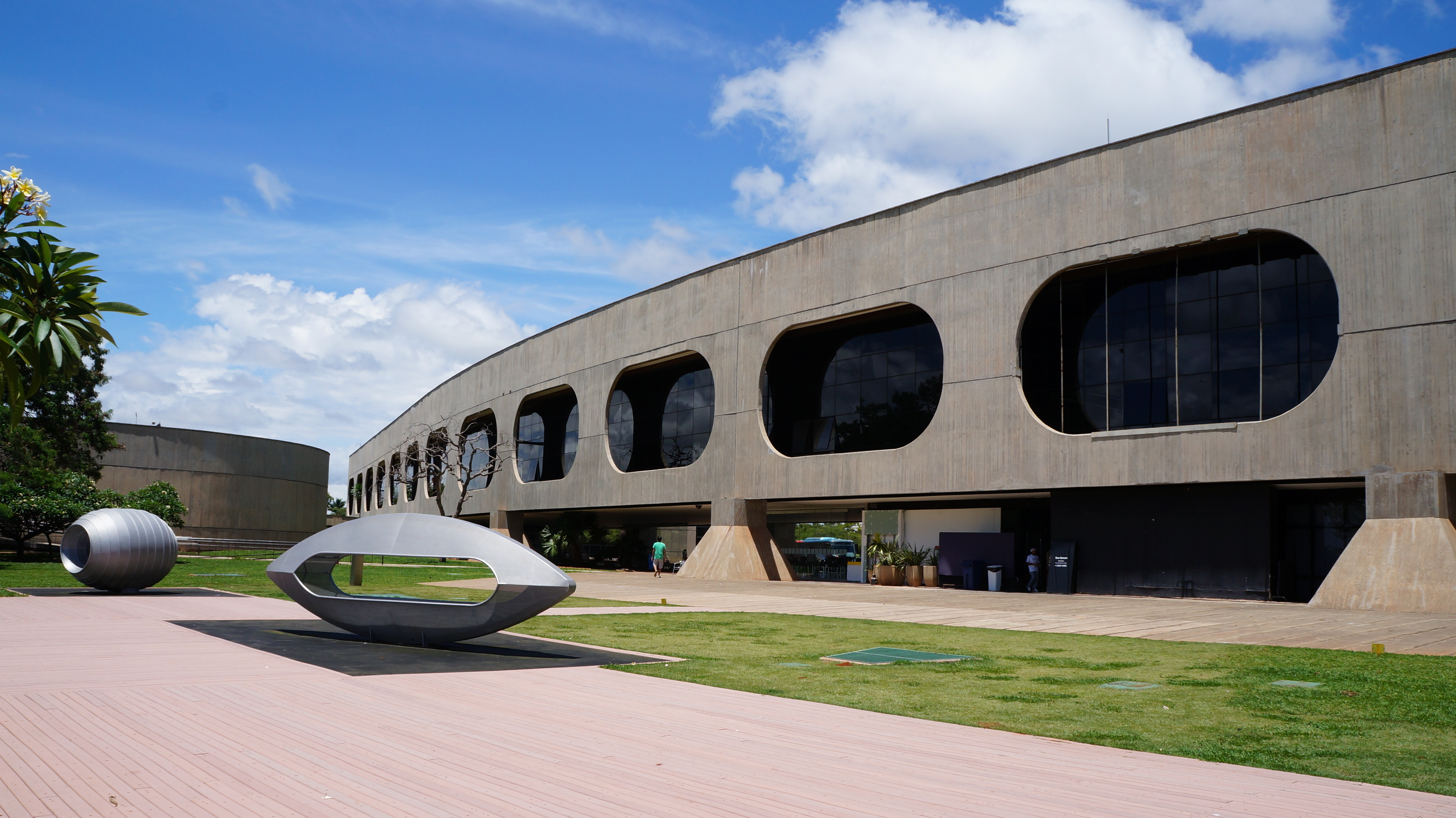
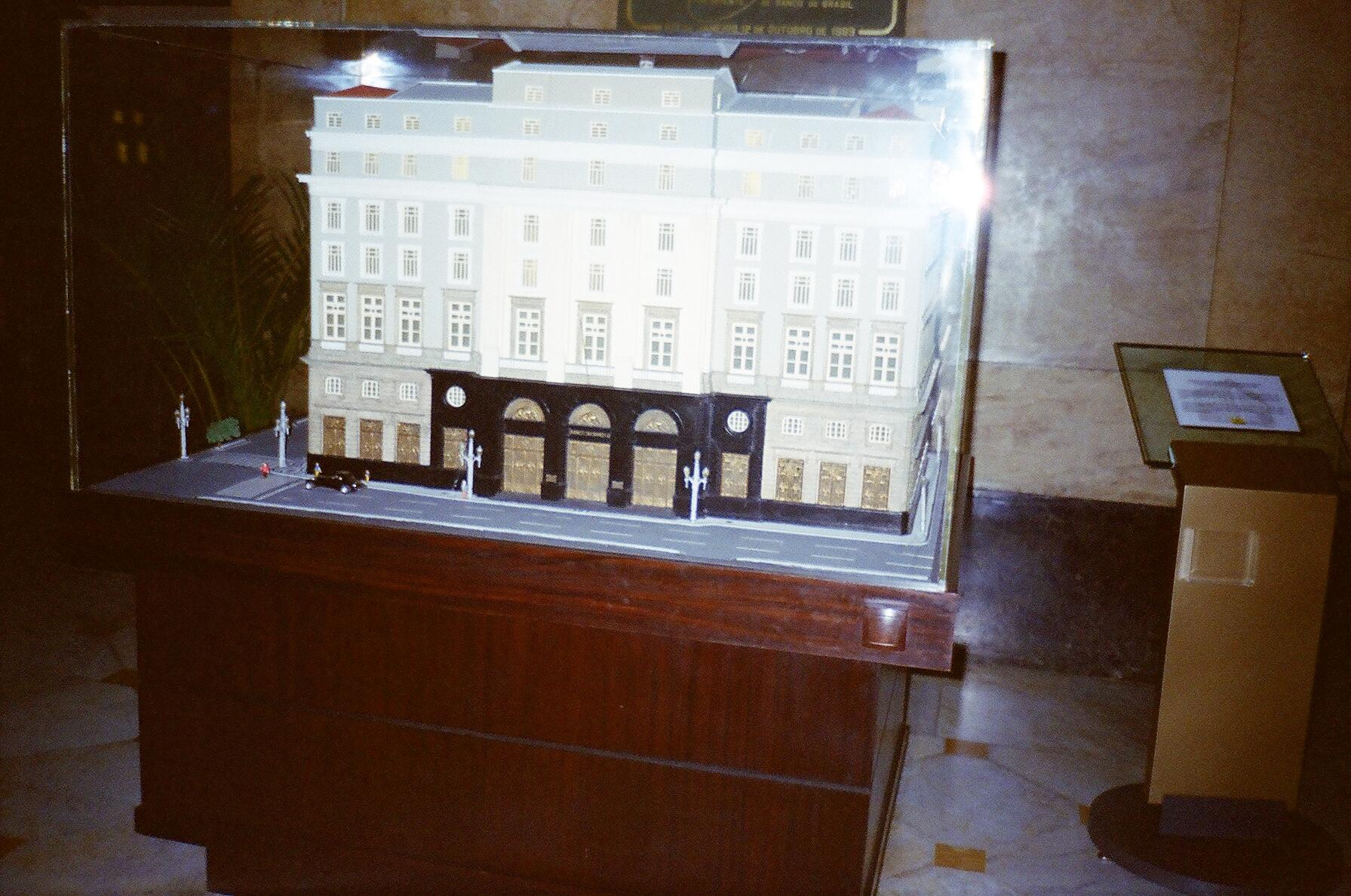
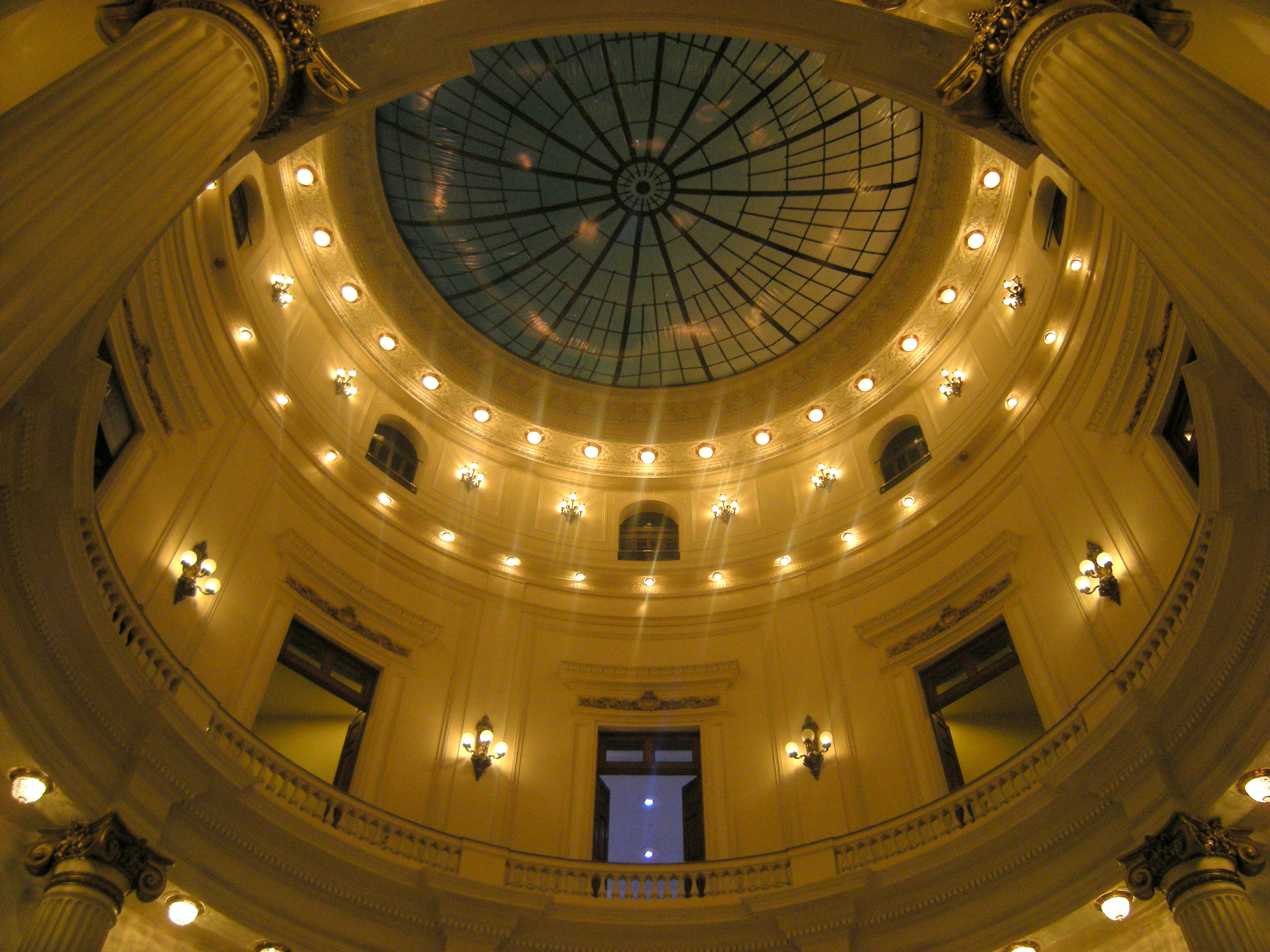
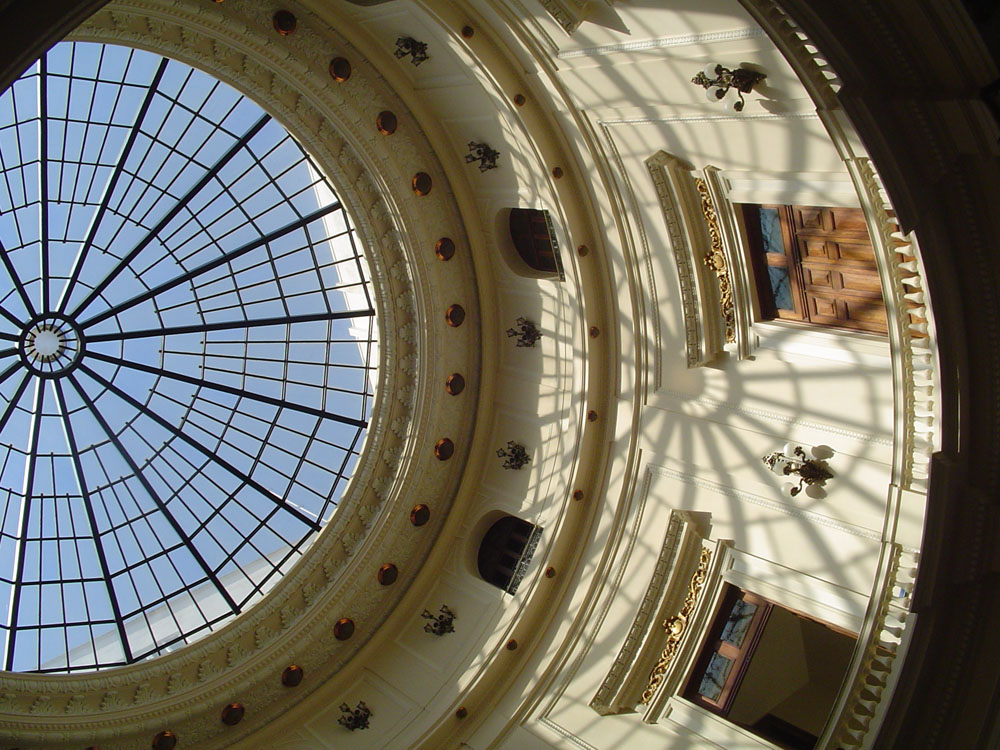